# Clarence Seedorf
Clarence Seedorf (pronunciación en neerlandés: /ˈklɛrəns ˈseːdɔrf/; Paramaribo, Surinam; 1 de abril de 1976) es un exfutbolista y entrenador neerlandés que jugó como mediapunta, aunque debido a su envergadura también desempeñó la posición de mediocentro defensivo. Actualmente está libre tras ser destituido de Camerún.

## Trayectoria

### Como jugador

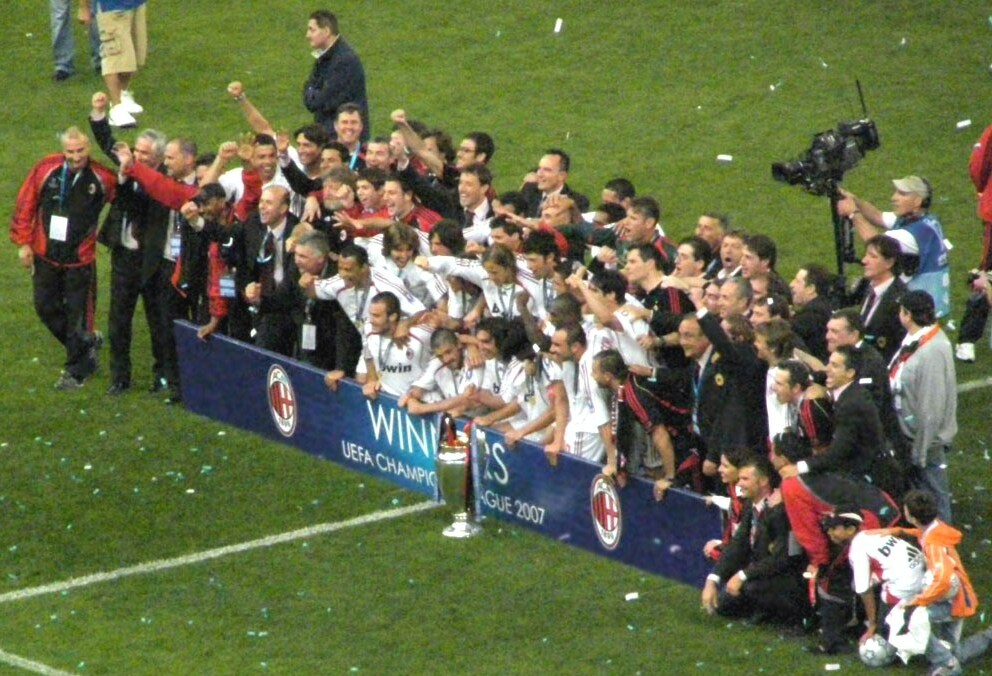
El Milan celebra la Liga de Campeones 2006-07 tras derrotar al Liverpool por 2-1.

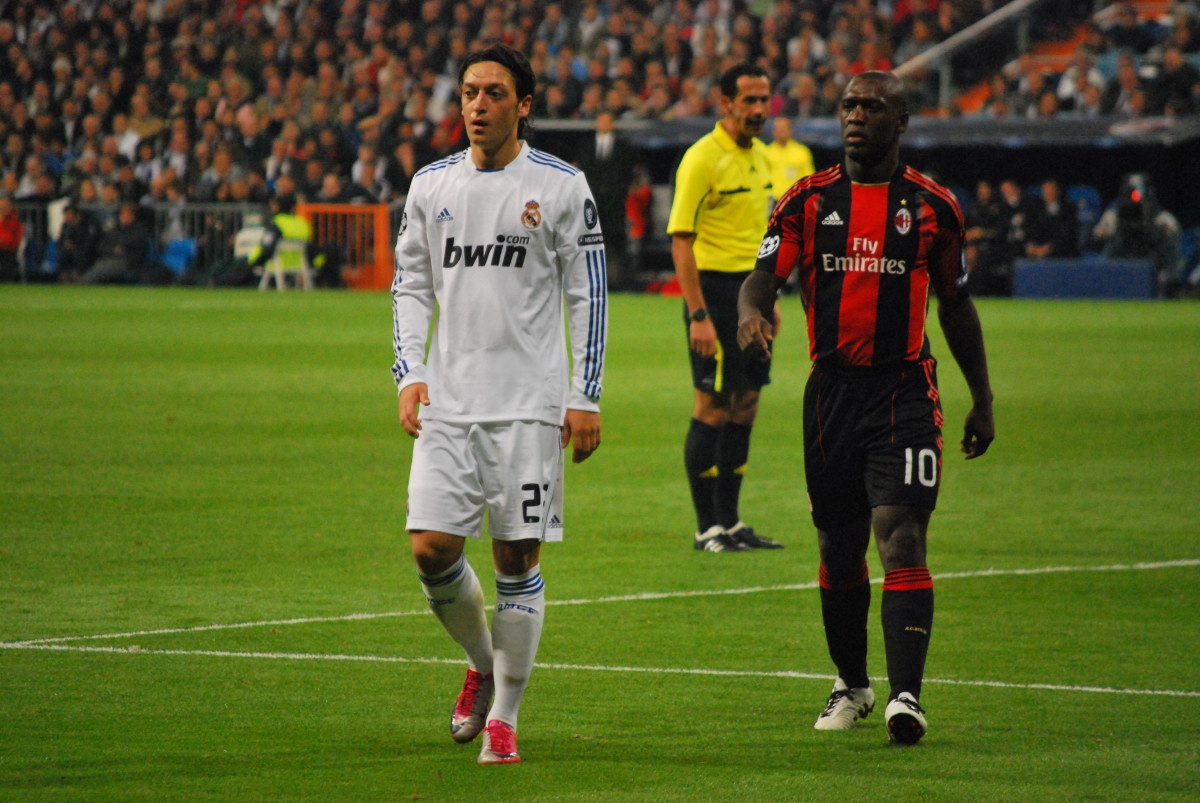
Seedorf jugando contra su ex club, el Real Madrid. A su derecha está Mesut Özil.

Con tan sólo 16 años, Seedorf comenzó jugando en el Ajax Ámsterdam, donde logró dos Eredivisie y una Copa de los Países Bajos. Con la obtención de la Liga de Campeones de la UEFA en 1995, cerró su etapa en Ajax antes de fichar con la Sampdoria de Italia, donde militó por una temporada.
En 1996, fichó por el Real Madrid, que pagó por su traspaso 4,9 millones de pesetas. Fue una de las piezas angulares del proyecto de Fabio Capello. En su primera campaña con los madridistas conquistó el título de liga y al año siguiente, en la temporada 1997-98, se proclamó campeón de Europa. En diciembre de 1999, marchó cedido al Internazionale que finalmente lo compró por 24 millones de euros. Seedorf desempeñó un papel importante en el cuadro nerazurro, finalizando segundo en el año 2002.
En 2002, Seedorf fue contratado por el Milan. Con los rossoneros ganó un campeonato de Serie A y logró nuevamente la Liga de Campeones de la UEFA en 2003 y en 2007, conquistando así su cuarta Copa de Europa. Se convirtió así en el primer ganador de la competición cuatro veces con tres clubes distintos. En 2004 Seedorf fue elegido para el FIFA 100, la lista de los 100 mejores futbolistas de la historia que realizó Pelé. También con Il Diavolo se proclamó campeón de la Serie A 2010-11, temporada en la que anotó 4 goles y otorgó 6 asistencias. Acaba de renovar contrato por una temporada más con el Milan. En el año 2006 como no fue al Mundial de Alemania 2006 fue contratado por la televisora Televisa deportes para ser un invitado en el análisis de los partidos correspondientes de ese Mundial.
El 13 de mayo de 2012, reveló que estaba jugando su último partido con el Milan contra el Novara ese día. También confirmó que continuaría jugando al fútbol en otro club. El 21 de junio, Seedorf llevó a cabo una conferencia de prensa anunciando su salida del Milan, afirmando que "me voy después de 10 maravillosos años ... les dejo una familia" después de jugar para el Milan durante una década y ganar dos Champions League, dos scudettos y una Copa de Italia.
El 30 de junio de 2012 fichó con el club Botafogo de Brasil, firmando un contrato por 2 años. El veterano mediocampista haría su debut con el Fogão el 22 de julio contra Grêmio. El 5 de agosto, Seedorf marcó su primer gol con el Botafogo, el tanto se daría a través de un tiro libre ante el Atlético Goianiense. El 5 de septiembre, anotaría dos goles y daría una asistencia contra el Cruzeiro, lo que ayudó al Botafogo a ganar por 3-1. El 3 de febrero de 2013, por primera vez en su carrera, Seedorf anotó un triplete ante el Macaé, su primer partido como titular ese año.
El 10 de marzo de 2013, Seedorf ganó su primer título con el Botafogo: la Taça Guanabara 2013, la primera ronda del Campeonato Carioca 2013. Menos de dos meses después, el 5 de mayo ganó la segunda ronda del Campeonato Carioca 2013 - Taça Rio 2013 - contra Fluminense. Ese fue también el día de su primer título oficial con Botafogo, el Campeonato Carioca de 2013, ya que el equipo ganó las dos rondas y no se necesitó un partido final. El 6 de junio, Seedorf anotó su gol número 100 en una liga doméstica: 11 con el Ajax, 3 con la Sampdoria, 15 con el Real Madrid, 8 con el Inter, 47 con el Milan y 16 con el Botafogo. El 14 de enero de 2014 en una conferencia de prensa en Río de Janeiro, Seedorf anunció su retiro del fútbol profesional para asumir el cargo de entrenador en Milan luego del despido de Massimiliano Allegri. “No es un adiós, nos volveremos a ver”, dijo el veterano jugador. “Toda la experiencia que he ganado este año y medio en el Botafogo me va a ayudar en mi nueva aventura, que será ser entrenador del Milan”.

### Como entrenador
Después de jugar dos años en el club brasileño, en enero de 2014 pasó a ser el nuevo entrenador del A.C. Milan, su antiguo club en el que militó 10 años de su carrera, con un contrato de 2 años y medio. Aunque mejoró los números de su antecesor en el banquillo, no fue suficiente para llevar al conjunto lombardo a una competición europea. El 27 de mayo de 2014, fue sustituido como técnico del A.C. Milan por su excompañero Filippo Inzaghi.
En julio de 2016, se convirtió en el nuevo técnico del Shenzhen Football Club de la Superliga de China. Abandonó la entidad en diciembre, tras no haber podido conseguir el ascenso de categoría.
En febrero de 2018 firmó con el Real Club Deportivo de La Coruña de la Primera División de España, club que abandona el 22 de mayo de ese mismo año tras no poder evitar el descenso de categoría.
En agosto de 2018 se convirtió en el nuevo seleccionador de Camerún. El 16 de julio de 2019 fue destituido de su cargo.

## Selección nacional
Clarence Seedorf ha sido internacional en más de 70 ocasiones con la Selección de los Países Bajos desde su debut con tan sólo 18 años en un partido contra Luxemburgo en 1994. Participó en la Eurocopa 1996, donde su equipo fue eliminado por Francia. También participó en la Copa Mundial de 1998 en Francia y en la Eurocopa 2000 organizada conjuntamente por Bélgica y los Países Bajos. Su siguiente torneo internacional fue la Eurocopa 2004, disputada en Portugal, donde se perdió el primer partido ante Alemania por lesión. A pesar de ser semifinalista con su selección en este último torneo, quedó marginado de la selección ya que el entrenador Marco van Basten no lo seleccionó para tomar parte en la Copa Mundial de 2006 disputada en Alemania.
Tras el mundial del 2006, fue nuevamente seleccionado por Van Basten, para jugar la clasificación para la Eurocopa 2008, donde su selección se clasificó a la fase final. Pese a haber sido seleccionado para participar en la Eurocopa 2008 el jugador renunció a tal derecho, argumentando la inexistencia de las condiciones adecuadas para rendir al máximo nivel.

#### Participaciones en Copas del Mundo
| Mundial              | Sede    | Resultado    |
| -------------------- | ------- | ------------ |
| Copa Mundial de 1998 | Francia | Cuarto lugar |

#### Participaciones en Eurocopas
| Eurocopa      | Sede                   | Resultado        |
| ------------- | ---------------------- | ---------------- |
| Eurocopa 1996 | Inglaterra             | Cuartos de final |
| Eurocopa 2000 | Bélgica y Países Bajos | Semifinales      |
| Eurocopa 2004 | Portugal               | Semifinales      |

## Estadísticas

### Como jugador
| Club                      | Temporada           | Liga     | Liga  | Estatal  | Estatal | Copa Nacional | Copa Nacional | Copa Internacional | Copa Internacional | Total    | Total |
| Club                      | Temporada           | Partidos | Goles | Partidos | Goles   | Partidos      | Goles         | Partidos           | Goles              | Partidos | Goles |
| ------------------------- | ------------------- | -------- | ----- | -------- | ------- | ------------- | ------------- | ------------------ | ------------------ | -------- | ----- |
| · Ajax · Países Bajos     | 1992-93             | 12       | 1     | -        | -       | 3             | 0             | 3                  | 0                  | 18       | 1     |
| · Ajax · Países Bajos     | 1993-94             | 19       | 4     | -        | -       | 3             | 0             | 2                  | 0                  | 24       | 4     |
| · Ajax · Países Bajos     | 1994-95             | 34       | 6     | -        | -       | 3             | 0             | 11                 | 0                  | 48       | 6     |
| · Ajax · Países Bajos     | Total               | 65       | 11    | -        | -       | 9             | 0             | 16                 | 0                  | 90       | 11    |
| Sampdoria · Italia        | 1995-96             | 32       | 3     | -        | -       | 2             | 1             | -                  | -                  | 34       | 4     |
| Sampdoria · Italia        | Total               | 32       | 3     | -        | -       | 2             | 1             | -                  | -                  | 34       | 4     |
| · Real Madrid · España    | 1996-97             | 38       | 6     | -        | -       | 4             | 0             | -                  | -                  | 42       | 6     |
| · Real Madrid · España    | 1997-98             | 36       | 6     | -        | -       | 2             | 1             | 11                 | 0                  | 49       | 7     |
| · Real Madrid · España    | 1998-99             | 37       | 3     | -        | -       | 5             | 1             | 10                 | 3                  | 52       | 7     |
| · Real Madrid · España    | 1999-00             | 10       | 0     | -        | -       | -             | -             | 6                  | 0                  | 16       | 0     |
| · Real Madrid · España    | Total               | 121      | 15    | 0        | 0       | 11            | 2             | 27                 | 3                  | 159      | 20    |
| · Internazionale · Italia | 1999-00             | 20       | 3     | -        | -       | 5             | 2             | -                  | -                  | 25       | 5     |
| · Internazionale · Italia | 2000-01             | 24       | 2     | -        | -       | 5             | 0             | 7                  | 3                  | 36       | 5     |
| · Internazionale · Italia | 2001-02             | 20       | 3     | -        | -       | 2             | 1             | 10                 | 0                  | 32       | 4     |
| · Internazionale · Italia | Total               | 64       | 8     | 0        | 0       | 12            | 3             | 17                 | 3                  | 93       | 14    |
| · Milan · Italia          | 2002-03             | 29       | 4     | -        | -       | 3             | 2             | 16                 | 1                  | 48       | 7     |
| · Milan · Italia          | 2003-04             | 29       | 3     | -        | -       | 6             | 0             | 10                 | 0                  | 45       | 3     |
| · Milan · Italia          | 2004-05             | 32       | 5     | -        | -       | 4             | 1             | 13                 | 1                  | 49       | 7     |
| · Milan · Italia          | 2005-06             | 36       | 4     | -        | -       | 2             | 1             | 11                 | 1                  | 49       | 6     |
| · Milan · Italia          | 2006-07             | 32       | 7     | -        | -       | 5             | 0             | 14                 | 3                  | 51       | 10    |
| · Milan · Italia          | 2007-08             | 32       | 7     | -        | -       | -             | -             | 10                 | 3                  | 42       | 10    |
| · Milan · Italia          | 2008-09             | 33       | 6     | -        | -       | 1             | 0             | 7                  | 0                  | 41       | 6     |
| · Milan · Italia          | 2009-10             | 29       | 5     | -        | -       | -             | -             | 8                  | 1                  | 37       | 6     |
| · Milan · Italia          | 2010-11             | 30       | 4     | -        | -       | 2             | 0             | 8                  | 0                  | 40       | 4     |
| · Milan · Italia          | 2011-12             | 18       | 2     | -        | -       | 4             | 1             | 8                  | 0                  | 30       | 3     |
| · Milan · Italia          | Total               | 300      | 47    | 0        | 0       | 27            | 5             | 105                | 10                 | 432      | 62    |
| Botafogo · Brasil         | 2012                | 24       | 8     | -        | -       | -             | -             | 1                  | 1                  | 25       | 9     |
| Botafogo · Brasil         | 2013                | 34       | 8     | 14       | 7       | 8             | 0             | -                  | -                  | 56       | 15    |
| Botafogo · Brasil         | Total               | 58       | 16    | 14       | 7       | 8             | 0             | 1                  | 1                  | 81       | 24    |
| Total en su carrera       | Total en su carrera | 640      | 100   | 14       | 7       | 69            | 11            | 166                | 17                 | 889      | 135   |

### Como entrenador
| Club                   | País    | Año       | P  | PG | PE | PP | % v.   |
| ---------------------- | ------- | --------- | -- | -- | -- | -- | ------ |
| Milan                  | Italia  | 2014      | 22 | 11 | 2  | 9  | 53.03% |
| Shenzhen               | China   | 2016      | 14 | 4  | 4  | 6  | 38.09% |
| Deportivo de La Coruña | España  | 2018      | 16 | 2  | 6  | 8  | 25%    |
| Selección nacional     | Camerún | 2018-2019 | 7  | 2  | 2  | 3  | 38.09% |

## Palmarés

### Como jugador

#### Campeonatos regionales
| Título             | Club     | Estado         | Año  |
| ------------------ | -------- | -------------- | ---- |
| Campeonato Carioca | Botafogo | Río de Janeiro | 2013 |
| Taça Guanabara     | Botafogo | Río de Janeiro | 2013 |
| Taça Río           | Botafogo | Río de Janeiro | 2013 |

#### Campeonatos nacionales
| Título                   | Club           | País         | Año  |
| ------------------------ | -------------- | ------------ | ---- |
| Copa de los Países Bajos | Ajax Ámsterdam | Países Bajos | 1993 |
| Eredivisie               | Ajax Ámsterdam | Países Bajos | 1994 |
| Eredivisie               | Ajax Ámsterdam | Países Bajos | 1995 |
| Supercopa                | Ajax Ámsterdam | Países Bajos | 1995 |
| Liga Española            | Real Madrid    | España       | 1997 |
| Supercopa de España      | Real Madrid    | España       | 1997 |
| Copa Italia              | Milan          | Italia       | 2003 |
| Serie A                  | Milan          | Italia       | 2004 |
| Supercopa de Italia      | Milan          | Italia       | 2004 |
| Serie A                  | Milan          | Italia       | 2011 |
| Supercopa de Italia      | Milan          | Italia       | 2011 |

#### Torneos internacionales
| Título                 | Club           | Sede       | Año  |
| ---------------------- | -------------- | ---------- | ---- |
| UEFA Champions League  | Ajax Ámsterdam | Viena      | 1995 |
| UEFA Champions League  | Real Madrid    | Ámsterdam  | 1998 |
| Copa Intercontinental  | Real Madrid    | Tokio      | 1998 |
| UEFA Champions League  | Milan          | Mánchester | 2003 |
| Supercopa de Europa    | Milan          | Mónaco     | 2003 |
| UEFA Champions League  | Milan          | Atenas     | 2007 |
| Supercopa de Europa    | Milan          | Mónaco     | 2007 |
| Copa Mundial de Clubes | Milan          | Yokohama   | 2007 |

### Distinciones individuales
| Distinción                                       | Año  |
| ------------------------------------------------ | ---- |
| Talento del año en los Países Bajos              | 1993 |
| Talento del año en los Países Bajos              | 1994 |
| Integrante del Equipo Ideal de Europa            | 2002 |
| Mejor centrocampista de la UEFA Champions League | 2007 |
| Integrante del Equipo Ideal de Europa            | 2007 |

## Vida privada

### Papeles de Panamá
En el año 2016 fue nombrado en los Papeles de Panamá, por su relación con una firma de joyas italiana que patrocinó a su exequipo deportivo de motociclismo con 600 000 euros.
Según el diario Financieele Dagblad, después de que el contrato fuese vendido a través de una empresa registrada en las Islas Vírgenes, el pacto tuvo finalmente un valor de 3 millones de euros.